# محمد أوليفر
محمد أوليفر (بالإنجليزية: Muhammad Oliver)‏ هو منافس ألعاب قوى أمريكي، ولد في 12 مارس 1969 في بروكلين في الولايات المتحدة.

## وصلات خارجية
- محمد أوليفر على موقع الاتحاد الدولي لألعاب القوى (الإنجليزية)
- محمد أوليفر على موقع مرجع كرة القدم المحترفة.كوم (الإنجليزية)